# Alicia Framis
Alicia Framis (Barcelona, 1967) is een kunstenaar. Framis woont en werkt in Amsterdam.  Ze ontwikkelt platforms voor creatieve sociale interactie, vaak door interdisciplinaire samenwerking met andere kunstenaars en specialisten op verschillende gebieden. Haar werk is project-based en richt zich op verschillende aspecten van het menselijk bestaan binnen de stedelijke samenleving. Framis vertrekt vaak vanuit sociale dilemma's om nieuwe settings en voorgestelde oplossingen te ontwikkelen. Het werk van Framis is op grote schaal getoond in musea, galerieën en openbare ruimtes over de hele wereld
Ze vertegenwoordigde Nederland onder andere in het Nederlands Paviljoen op de 50e Biënnale van Venetië (2003).. In 2019 ontving Alicia Framis de Lucas Artists Visual Arts Fellowship 2019-2022 in Californië.

## Biografie
Alicia Framis behaalde haar eerste Bachelor of Fine Arts (BFA) aan de Universiteit van Barcelona en een tweede van de École nationale supérieure des beaux-arts in Parijs. Ze heeft ook twee Master-diploma's behaald, aan het Institut d'Hautes Etudes in Parijs en aan de Rijksakademie van beeldende kunsten, Amsterdam. Framis studeerde bij de Franse minimalistische kunstenaar Daniel Buren en de Amerikaanse conceptuele kunstenaar Dan Graham. Haar werk kan worden geplaatst binnen de lijnen van relationele esthetiek, performancekunst en sociale praktijkkunst.
Framis heeft architectuur gedoceerd aan de Technische Universiteit Delft en beeldende kunst aan zowel het Sandberg Instituut als aan de ArtEZ Hogeschool voor de Kunsten. Ze is directeur van een MA-programma aan het Sandberg Instituut in Amsterdam en docent aan de Nebrija Universiteit in Madrid, Spanje.
Ze vertegenwoordigde Nederland op de 50e Biënnale van Venetië (2003), de Biënnale van Moskou (2009), de tweede Biënnale van Berlijn (2001), Performa 09 New York en Manifesta 2 Luxemburg (1998) en ze heeft deelgenomen aan een van de openbare kunstprojecten van Creative Time in New York (2015). In het voorjaar van 2022 is ze uitgenodigd om deel te nemen aan de Biënnale van Bangkok (2022).

## Werk

### Sociale architectuur
Het project Loneliness in the City (1999-2000). Hiervoor nodigde zij kunstenaars, architecten, ontwerpers en het publiek uit voor een draagbaar paviljoen om strategieën te onderzoeken en te bedenken tegen de epidemie van stedelijke eenzaamheid. Het paviljoen werd in zes verschillende internationale steden opgezet.
Welcome to Guantanamo Museum (2008), een veelzijdig project met tekeningen, schaalmodellen en plattegronden van een voorgesteld gedenkteken voor het beruchte Amerikaanse detentiekamp Guantanamo Bay.
Billboardhouse (2000-2009), een goedkope kubus gemaakt van drie billboards dat dient als opvang voor daklozen.

### Mode en demonstraties
In 2003 bracht Framis haar project Anti Dog uit, een collectie ontwerpen gemaakt met een speciale stof, Twaron, die vuur-, kogel- en hondenbeetbestendig is. De anti-dog collectie beschermt vrouwen tegen agressief gedrag en is geïnspireerd op verhalen van vrouwen met een donkere huidskleur die 's nachts werden aangevallen door honden die op hen werden losgelaten in Berlijnse buurten die bevolkt werden door blanke supremacisten.
Haar project Not For Sale (2008) maakt gebruik van foto's van kinderen om de kinderslavernij wereldwijd onder de aandacht te brengen.
Voor 100 Ways to Wear a Flag (2007-2008) nodigde Framis zestien ontwerpers uit om een kledingstuk te maken geïnspireerd door de Chinese vlag. Dit benadrukte de explosie aan fast fashion en kleding import uit China. Tegelijkertijd was de vraag wat voor associaties iemands nationaliteit oproept.
Na haar decennialange verkenning van onderwerpen die te maken hebben met genderongelijkheid, presenteerde Framis in 2018 twee nieuwe demonstraties. Lifedress maakt gebruik van elementen van technologie, activisme en prestaties, terwijl het seksuele intimidatie en geweld tegen vrouwen aanpakt. Het werk bestaat uit jurken gemaakt van airbagstof uit auto's: een hightech materiaal gemaakt in Japan met een hoge weerstand tegen stoten en vuur. Elke jurk is gemaakt om de vrouw te beschermen tegen een vorm van (seksuele) intimidatie, waarbij die van vorm verandert bij sprake van intimidatie. Het werk kan gezien worden als een sociaal commentaar op genderpatronen in onze huidige samenleving, en heeft tot doel een serieus onderwerp te bespreken door middel van een surrealistische daad. Voor het werk Is My Body Public? gebruikt Framis kleding om de grenzen van privé en openbaar te verkennen. Daarbij vestigt het werk de aandacht op de kwestie van de controle van vrouwen over hun eigen lichaam. Op elk van de 16 jurken is de zin "Is My Body Public?" geborduurd met in 16 verschillende talen. Terwijl de esthetiek van de jurken lijkt op die van lingerie, een materiaal dat gewoonlijk wordt geassocieerd met de privésfeer en met momenten van intimiteit in de huiselijke omgeving, worden ze tegelijkertijd actief gebruikt in performances, zodat de kijker wordt geconfronteerd met de boodschap van de vrouw en wordt geforceerd om hierover na te denken.

### Wishing

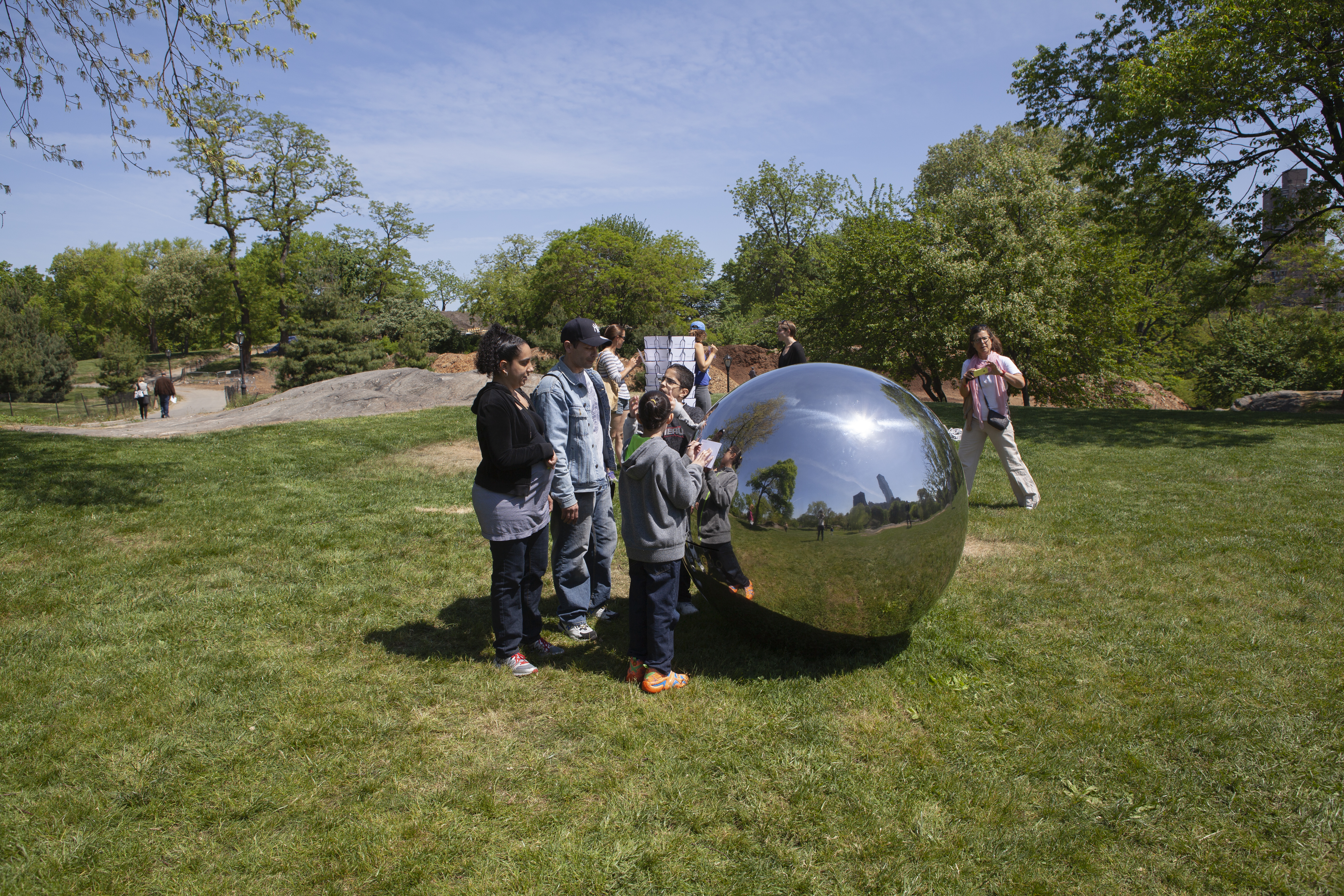
Cartas al Cielo door Alicia Framis, in Central Park New York tijdens “Drifting in Daylight” georganiseerd door Creative Time, mei 2015

De overtuiging dat mensen een meer bevredigende toekomst kunnen bereiken, is een belangrijk onderdeel van Framis' werk, en wordt aangetoond door projecten die zich bezighouden met wensen.
Haar werk Wishing Wall (1998-2001) reisde door Nederland, Italië, Zwitserland en Duitsland en verzamelde in totaal 1.563 wensen. De eerste wensmuur werd gemaakt voor de Serre di Rapolano, Italië. Framis besloot gaten in de muur te maken omdat het gebouw uit het Mussolini-tijdperk stamt en de stedelingen zich er een beetje voor schaamden. Het maken van gaten in de muur werd een performance voor Framis, en deze gaten werden later opgevuld met opgerolde wensen die bezoekers met onzichtbare inkt op stukjes papier hadden geschreven. Dit interactieve stuk werd later getoond door Jan Hoet en Nicolas Bourriaud, de curator die de term 'relationele esthetiek' heeft bedacht.
Framis' sculptuur Cartas al Cielo (2012), een roestvrijstalen bol van vijf voet in diameter en is gemaakt om te fungeren als een brievenbus. Het woord 'cielo' heeft een dubbele betekenis in de oorspronkelijke Spaanse taal van de kunstenaar: het kan zowel 'de lucht' als 'hemel' betekenen. Cartas al Cielo is een interactief werk waar bezoekers brieven kunnen schrijven naar iedereen die nu geen adres meer op aarde heeft. Dit poëtische gebaar stimuleert mensen om zich concentreren op hun verlangens en dromen. Het immateriële woord valt samen met een fysieke, menselijke daad.

### Opmerkelijke projecten
Meest opvallende projecten van Framis zijn onder meer Anti Dog (2002-2003), Walking Monument (1997), Loneliness in the City (1999-2000), Lost Astronaut (2010), Dreamkeeper (1997), Walking Ceiling (2018), Forbidden Books (2017) en Secret Strike Rabobank (2004).
Alicia Framis is op 9 november 2024 getrouwd met een door AI gegenereerd hologram genaamd Ailex in Depot Boijmans Van Beuningen, Rotterdam.

## Tentoonstellingen
Opvallende solotentoonstellingen van Framis werden onder andere gepresenteerd in Sala Alcalá 31, Madrid (2018), Stedelijk Museum Amsterdam (2017), MUSAC, Castilla y Léon (2014), Museum voor Moderne Kunst Arnhem (2013), La Frac Haute-Normandie, Rouen (2012), Ullens Center for Contemporary Art, Beijing (2010), Centre Pompidou, Parijs (2010), El Museo del Barrio, New York (2004) en Palais de Tokyo, Parijs (2002).

## Collecties
Werk van Framis is opgenomen in tal van permanente collecties, waaronder die van het Hirshhorn Museum in Washington (VS), Stedelijk Museum Amsterdam, MUSAC Castilla y Léon (Spanje), Museum Arnhem, FRAC Lorraine (Frankrijk), Ullens Center for Contemporary Art Beijing (China), El Museo del Barrio New York (VS), Philadelphia Museum (VS), Migros Museum für Gegenwartskunst (Zwitserland), Museum Boijmans Van Beuningen in Rotterdam, Nationaal Museum voor Moderne Kunst Kyoto (Japan), Rabo Kunstcollectie, Collectie Sanders en de VandenBroek Foundation in Nederland.

## Prijzen en onderscheidingen
In 1997 won Framis de Prix de Rome voor kunst in de openbare ruimte; haar stuk Walking Monument, tentoongesteld op de Dam in Amsterdam, werd bekroond met de eerste prijs. In 2000 won Framis de Prix Lleida Contemporary Art in Spanje. In 2011 werd haar stuk Screaming Room bekroond met Best Practice door Het Nieuwe Instituut, Rotterdam.

## Galerie Vertegenwoordiging
Framis wordt vertegenwoordigd door Barbara Gross Galerie in München, Duitsland, Galeria Juana de Aizpuru in Madrid, Spanje en Upstream Gallery in Amsterdam. Ze werd onder meer vertegenwoordigd door Galerie Micheline Szwajcer in Brussel, België.